# Gandai
Gandai fou un estat tributari protegit del tipus zamindari agregat al districte de Raipur a les Províncies Centrals, al peu de les muntanyes Saletekri a uns 90 km al mord-oest de Raipur. L'estat era antigament més gran però el 1828, amb aprovació del raja de Nagpur, fou dividit entre tres fills del sobirà, que era de l'ètnia gond, i la part de Gandai va quedar reduïda a 525 km² amb una població (1881) de 20.872 habitants. La capital era Gandai situada a 21° 40′ 30″ N, 81° 09′ 00″ E / 21.67500°N,81.15000°E. Al sud de l'estat hi havia un lloc de banys sagrats.